# Obed Owusu
Obed Owusu Yeboah (sinh ngày 26 tháng 7 năm 1990) là một tiền đạo bóng đá người Ghana thi đấu ở vị trí tiền đạo cho All Blacks.

## Sự nghiệp
Owusu từng thi đấu cho Okwawu United, và sau đó chuyển đến All Blacks vào tháng 1 năm 2006.

## Sự nghiệp quốc tế
Owusu lần đầu tiên được triệu tập vào đội tuyển quốc gia Ghana vào ngày 12 tháng 9 năm 2009, và ra mắt quốc tế vào ngày 31 tháng 9 năm 2009 trước Argentina.